# 롭 모란
롭 모런(Rob Moran, 1963년 5월 12일 ~ )은 미국의 배우이다.
보스턴에서 태어났다.

## 출연 작품
- 롱 나이츠 쇼트 모닝스 (2016년)
- 천국에 다녀온 소년 (2014년) - Dr. 오홀러란 역
- 홀 패스 (2011년) - 에드 롱 역
- 유아 넥스트 (2011년) - 폴 데이비슨 역
- 유나이티드 스테이트 오브 타라 (2009년)
- 더 씽스 위 캐리 (2009년)
- 프라운드 아메리칸 (2008년)
- 내셔널 람푼: 베그보이 (2008년)
- 평화로운 전사 (2006년)
- 올모스트 가이스 (2004년)
- 내겐 너무 가벼운 그녀 (2001년) - 티파니 역
- 미 마이셀프 앤드 아이린 (2000년) - 피너런 역
- 메리에겐 뭔가 특별한 것이 있다 (1998년)
- 킹 핀 (1996년)
- 덤 앤 더머 (1994년)
- 테드 & 비너스 (1991년)
- 특전대 네이비 씰 (1990년)
- 시경 강력반 (1988년)
- 우리 생애 나날들 (1965년)